# NGC 4176
NGC 4176 est une galaxie spirale située dans la constellation de la Vierge. NGC 4176 a été découverte par l'astronome américain Francis Leavenworth en 1886.

## Caractéristiques
Sa vitesse par rapport au fond diffus cosmologique est de 5 974 ± 26 km/s, ce qui correspond à une distance de Hubble de 88,1 ± 6,2 Mpc (∼287 millions d'al).
NGC 4176 présente une large raie HI.